# 林赛·威尔逊
林赛·威尔逊（英語：Lindsay Wilson，1948年10月15日—），新西兰男子赛艇运动员。他曾代表新西兰参加1972年和1976年夏季奥林匹克运动会赛艇比赛，获得一枚金牌和一枚铜牌。